# Shōgo Maeda
Shōgo Maeda (jap. 前田翔吾 Maeda Shōgo; ur. 23 maja 1987) – japoński zapaśnik w stylu wolnym. Piąty na mistrzostwach świata w 2009. Srebrny medal na mistrzostwach Azji w 2010. Drugi w Pucharze Świata w 2013 roku.